# BG Dorsten
O BG Dorsten e. V. é um clube de basquetebol baseado em Dorsten, Alemanha que atualmente disputa a Liga Regional Oeste, correspondente à quarta divisão do país. Foi fundado em 1966 e manda seus jogos no Juliushalle.

## Histórico de Temporadas
| Temporada | Nível | Liga         | Pos. | Resultado         |
| --------- | ----- | ------------ | ---- | ----------------- |
| 2008-09   | 4     | Regionalliga | 6º   |                   |
| 2009-10   | 4     | Regionalliga | 8º   |                   |
| 2010-11   | 4     | Regionalliga | 3º   | Promovido         |
| 2011-12   | 3     | ProB         | 6º   | Quartas de finais |
| 2012-13   | 3     | ProB         | 10º  | Rebaixado         |
| 2013-14   | 4     | Regionalliga | 9º   |                   |
| 2014–15   | 4     | Regionalliga | 7º   |                   |
| 2015–16   | 4     | Regionalliga | 3º   |                   |
| 2016–17   | 4     | Regionalliga | 6º   |                   |
| 2017-18   | 4     | Regionalliga | 10º  |                   |
| 2018-19   | 4     | Regionalliga | 4º   |                   |

fonte:eurobasket

## Títulos

### 2.Regionalliga Oeste
- Campeão (1): 2007-08